# Kevin Kunnert
Kevin Robert Kunnert (Dubuque, 11 novembre 1951) è un ex cestista statunitense, professionista nella NBA.

## Carriera
Venne selezionato dai Chicago Bulls al primo giro del Draft NBA 1973 (12ª scelta assoluta).